# Zettai Zetsumei
Zettai Zetsumei (絶体絶命, "Desespero Absoluto") é o sexto álbum de estúdio da banda de rock japonesa RADWIMPS, lançado no dia 9 de março de 2011 pelo selo selo fonográfico EMI Music Japan.
Assim como Arutokoronī no Teiri, seu álbum antecessor, Zettai Zetsumei alcançou a 2.ª posição da Oricon Albums Chart no dia 21 de março de 2011, permanecendo no ranking durante 50 semanas.

## Antecedentes e desenvolvimento
Após o termino da turnê RADWIMPS Iru to Koronī Tour 09', a banda passou os seis meses seguintes sem realizar qualquer atividade. Apenas Yojiro Noda ia por vezes ao estúdio sozinho, gravando algumas fitas demo. Após o lançamento de Arutokoronī no Teiri, Yojiro passou a ser muito cauteloso ao escrever as letras para o novo álbum, em razão da perfeição em que buscou em Arutokoronī no Teiri. Em 2010, durante o verão, Zettai Zetsumei começou a tomar forma, com a maioria de suas músicas prontas. Foi neste momento em Yojiro sentiu que o novo álbum do RADWIMPS estava livre de muitas restrições em relação ao trabalho anterior, e que esse era um álbum de muita energia e com maior margem para experimentação, como o hip-hop em "G-kōi" e o piano em estilo jazz em "Pi".
Todas as músicas de Zettai Zetsumei são cantadas inteiramente em japonês, com exceção de uma breve frase em inglês em "G-kōi" ("I understand that your complainant and understood with your clean opinion / All you need is a satisfaction so please feel free let's masturbation"). Essa é uma característica que em muito difere dos trabalhos anteriores do RADWIMPS, que geralmente apresenta algumas músicas cantadas inteiramente em inglês e outras com grandes seções da letra no idioma.

## Promoção do álbum e lançamento
Em 30 de junho de 2010, a banda lança dois singles simultaneamente, "Manifesto" e "Keitai Denwa" com ambos alcançando as posições 2 e 3 da Oricon Singles Chart, respectivamente. "Manifesto" não foi incluído no álbum, enquanto "Keitai Denwa" foi incluso em uma versão reorganizada.
O single "DADA" foi lançado em 12 de janeiro de 2011 e se tornou o segundo single da banda à alcançar o topo do ranking de singles da Oricon, três anos após o primeiro feito com "Order Made". "DADA" permaneceu no topo da Oricon Singles Chart por 10 semanas. No mês seguinte foi lançado "Kyōshinshō", sendo um enorme sucesso e recebendo criticas notáveis por sua letra (bem como seu videoclipe).

## Faixas
Todas as faixas foram escritas por Yojiro Noda.
| N.º            | Título                                                                                    | Duração |  |
| 1.             | "DADA (dadadada Ver.)"                                                                    | 3:50    |  |
| 2.             | "Tōmei Ningen Jūhachi-gō" (透明人間18号 "Homem Invisível #18")                            | 4:25    |  |
| 3.             | "Kimi to Hitsuji to Ao" (君と羊と青 "Você, uma ovelha e o azul")                          | 2:42    |  |
| 4.             | "Daidarabocchi" (だいだらぼっち "Gigante Mítico")                                         | 6:03    |  |
| 5.             | "Gakugeikai" (学芸会 "Festival de Arte Escolar")                                          | 5:16    |  |
| 6.             | "Kyōshinshō" (狭心症 "Ataque cardíaco")                                                   | 6:50    |  |
| 7.             | "Ground Zero" (グラウンドゼロ Guraundo Zero, "Marco Zero")                                | 4:28    |  |
| 8.             | "π" ( Pai, "Pi")                                                                          | 3:22    |  |
| 9.             | "G-kōi" (G行為 Jiikōi "Masturbação")                                                      | 4:02    |  |
| 10.            | "DUGOUT"                                                                                  | 4:22    |  |
| 11.            | "Mono Morai" (ものもらい "O pedinte")                                                     | 5:18    |  |
| 12.            | "Keitai Denwa (Cat Ver.)" (携帯電話 "Telefone celular")                                   | 4:25    |  |
| 13.            | "Okumanshōsha" (億万笑者 "Homem com um bilhão de sorrisos")                               | 4:36    |  |
| 14.            | "Kyūseishu" (救世主 "Salvador")                                                           | 6:21    |  |
| 15.            | "Tsukutsuku-bōshi" (ツクツク法師 "Cigarra", faixa oculta, precedida por 8:20 de silencio) | 9:09    |  |
| Duração total: | Duração total:                                                                            | 74:39   |  |

## Créditos

### Integrantes
- Yojiro Noda - vocal, guitarra
- Akira Kuwahara - guitarra
- Yusuke Takeda - baixo
- Satoshi Yamaguchi - bateria

### Músicos adicionais
- Kei Kawano - piano (na faixa n.º 8 - “π”)
- Neko Saito - violino (na faixa n.º 12 - “Keitai Denwa”)

### Equipe técnica e de produção
- Ayaka Doki - engenheira assistente
- Takashi "Koti" Kotani - coordenador de equipamentos e som
- Kiyoshi Kusaka - engenheiro de gravação e mixagem
- Ken'ichi Nakamura - engenheiro de gravação e mixagem
- Tetsuya Nagato - direção de arte e design gráfico
- Tetsuro Sawamoto - engenheiro assistente
- Tohru Takayama - engenheiro de gravação e mixagem
- Hiromichi "Tucky" Takiguchi - masterização parasight
- Yoichi Miyazaki - engenheiro assistente